# Anders Pedersen
Anders Otto Pedersen (* 16. Dezember 1899 in Kopenhagen; † 28. April 1966 ebenda) war ein dänischer Boxer.

## Werdegang
Anders Pedersen wurde bereits 1917 im Alter von 15 Jahren zum ersten Mal Dänischer Meister. 1919 und 1920 folgten zwei weitere Meistertitel. Pedersen nahm an den Olympischen Sommerspielen 1920 in Antwerpen teil. Im Fliegengewichtsturnier gewann er die Silbermedaille. Ein Jahr später wurde Pedersen Profiboxer und boxte in Dänemark, Schweden und Norwegen. 1927 hatte Pedersen seinen ersten Kampf außerhalb von Skandinavien, im britischen Sheffield. Dort unterlag er dem Briten Johnny Croxon nach Punkten. Pedersen kämpfte bis 1935 als Profi und beendete seine Karriere nach 57 Kämpfen. 1931 wurde er im Bantamgewicht nochmals Dänischer Meister.